# Luis Pascual Estevill
Luis Pascual Estevill (Cabacés, Tarragona, 27 de agosto de 1934 - Barcelona, 1 de septiembre de 2022), fue un abogado y juez español. Fue separado de la carrera judicial y condenado por sentencias firmes por su implicación en casos de corrupción.

## Entorno familiar, formación y primeros pasos profesionales
Nació en una familia campesina de El Priorato. Accedió a los estudios superiores tras unos primeros años difíciles. Había sido pastor de cabras y a los diecinueve años todavía leía con dificultad. Se licenció en Derecho a la edad de 33 años. Se casó con Nuria Franquesa y tuvieron cinco hijos (todos abogados).
En época relativamente temprana había llevado a cabo algunos intentos de emprender una carrera política. En 1971 intentó ser procurador en las Cortes franquistas por Tarragona y, en 1982, senador por el CDS, pero en ambos casos fracasó.
Su primera etapa de ejercicio profesional en el campo del derecho mercantil, ejerciendo entre otras tareas el asesoramiento a empresas. Este permitirá que se acabe convirtiendo en un buen conocedor del mundo de los negocios.

## Actividad en la judicatura
Llega a la carrera judicial en 1990 por el llamado cuarto turno, reservado a los considerados "juristas de reconocido prestigio". En su primer destino, en Tarrasa, permanece dos años. Posteriormente ocupa el Juzgado n.º 26 de Barcelona.
Lleva a cabo procesos que tendrán una amplia trascendencia pública, como el de los Pagarés falsos de BFP o el llamado caso Macosa. Simultáneamente es en esa etapa cuando desarrolla la actividad delictiva que daría posteriormente una amplia trascendencia pública a su figura. Una de las facetas de esa actividad consistió en la extorsión hacia determinados acusados. Como resultado de esto, Estevill daba muestras de una posición económica crecientemente próspera. 
El temor a ir a la cárcel era el arma que el juez Estevill utilizaba con total discreción y sin escrúpulos. Era la misma arma que hacía que cualquiera se replegara y cediera a sus chantajes. La amplia potestad de privar de la libertad o de los bienes de las personas de la que goza un representante de la justicia era empleada por Estevill como moneda de cambio de cuantiosos ingresos en sus cuentas personales. (...) Sus víctimas no estaban dispuestas a verse manchadas por un escándalo judicial que pusiera en duda la honestidad y el prestigio de sus negocios.
Pese a que la actividad delictiva de Estevill fue objeto de rumores muy extendidos, lo cierto es que gozó de impunidad durante un cierto periodo. A este respecto el filósofo Reyes Mate escribió:
De Estevill lo que desasosiega no es tanto que prevaricara, sino que nadie de los que debieran hacerlo dijera basta cuando era un clamor la existencia de un juez corrupto.

## En el máximo órgano de gobierno de la Judicatura
En 1994 fue nombrado Vocal del Consejo General del Poder Judicial, a propuesta de Convergencia i Unió. En 1996 solicitó su excedencia voluntaria, cuando ya se habían presentado diversas querellas contra él.

## Procesos judiciales
En julio de 1996 era juzgado y condenado por prevaricación continuada y detención ilegal a seis años de suspensión en cualquier actividad judicial.
La exigencia de responsabilidades políticas por el apoyo a Estevill fue rechazada inicialmente por Jordi Pujol, aunque acabó conllevando el cese del segundo de a bordo en el Gobierno catalán, el consejero Maciá Alavedra, quien en 2009 sería imputado en otros casos de corrupción no relacionados con Estevill.
En 2005 el Tribunal Superior de Justicia de Cataluña dictó sentencia contra Estevill y otros miembros del llamado "clan de los mentirosos", considerándose a Estevill culpable de los delitos de cohecho, extorsión, prevaricación y detenciones ilegales, condenándole a nueve años de prisión sin fianza y a un 1.000.800 Euros como resarcimiento de daños a los extorsionados; la sentencia dispone también que el Estado será responsable solidario por los importes que manda pagar.
La modalidad delictiva, llevada a cabo a principios de los años noventa, consistía en extorsionar a empresarios a los que Estevill investigaba en su carácter de juez, que quedaban en tal forma en riesgo de ser encarcelados.  Para no ingresar en prisión, o para salir de ella en pocos días, los empresarios accedían a que el abogado Joan Piqué Vidal los defendiera y a abonar diversas cantidades de dinero al juez y al abogado. Piqué Vidal, antiguo abogado de Jordi Pujol en el caso relacionado con Banca Catalana, fue condenado por su participación en aquellos hechos a siete años de prisión.

## Publicaciones de Luis Pascual Estevill
Pascual Estevill es autor (ya desde momentos anteriores a su ascenso en la carrera judicial) de cierto número de publicaciones, casi en su totalidad de tema jurídico.
- España 71 "Desarrollo en acción", Tarragona, 1971
- "El pago en la jurisprudencia del Tribunal Supremo", Revista jurídica de Catalunya, ISSN 1575-0078, Vol. 84, Nº 2, 1985, págs. 463-486
- Hacia un concepto actual de la responsabilidad civil, Bosch, 1989, ISBN 84-7676-123-6
- La responsabilidad extracontractural, aquiliana o delictual, Bosch, 1990, ISBN 84-7676-166-X
- La culpa in contrahendo: discurso de ingreso del académico de número, ilustrísimo Sr. Dr. Lluís Pascual i Estevill y contestación del académico de número Sr. Dr. Lluís Puig i Ferriol: 22 de marzo de 1994, Barcelona, Acadèmia de Jurisprudència i Legislació de Catalunya, 1994.